# Зверев, Сергей Анатольевич
Серге́й Анато́льевич Зве́рев (род. 19 июля 1963, Култук, Иркутская область) — советский и российский парикмахер, актёр театра и кино, шоумен, певец, телеведущий.
Является чемпионом Европы и мира по парикмахерскому искусству, а также единственным участником реалити-шоу «Полный фэшн» (Муз-ТВ), «Звезда в кубе» (MTV), «Звёзды в моде» (RU.TV).

## Биография
Сергей Анатольевич Зверев родился 19 июля 1963 года в посёлке Култук (Слюдянский район, Иркутская область) в семье механика предприятия «Автовнештранс» Анатолия Андреевича Зверева и технолога на мясокомбинате поселка Култук Валентины Тимофеевны Зверевой (оба родом из посёлка Гужиры Тункинского района Бурятии). По словам самого Зверева, он родился «прямо на берегу озера Байкал». В 1966 году пошёл в детский сад № 2 при предприятии, где работал отец, в посёлке Култук. В 1969 году Анатолий Андреевич Зверев погиб в автокатастрофе, был похоронен в родных Гужирах. После гибели отца мать вышла замуж и шестилетний Сергей переезжает с отчимом, мамой и старшим братом Сашей в Усть-Каменогорск (Казахстан), там пошёл в первый класс. Через несколько месяцев семья вернулась в Гужиры, где он окончил начальную сельскую школу. После семья вновь жила в Усть-Каменогорске, где Сергей начал увлекаться шитьём одежды.
Окончил ПТУ № 13 в Усть-Каменогорске, по трём специальностям: парикмахерское искусство, специалист по макияжу и дизайнер по одежде. В ПТУ он поступил только на третий год (не хотели брать на женскую специальность). На первом курсе стал участвовать в разных конкурсах и стал завоёвывать призы.
В 1980-х годах проходил службу в рядах Вооружённых сил СССР (ПВО) в Польше, где был заместителем командира взвода, секретарём комсомольской организации и дослужился до звания старшего сержанта. Состоял в КПСС.
На одном конкурсе его заметила тренер сборной СССР по парикмахерскому искусству Долорес Кондрашова и пригласила работать в Москву. Сначала он отказался. Но после того, как его избили в Усть-Каменогорске, он всё же решился уехать в Москву. В Москве Долорес Кондрашова устроила его работать в столичном салоне.
Первой известной клиенткой была Татьяна Веденеева. В разное время сотрудничал с Аллой Пугачёвой, Богданом Титомиром, Ксенией Собчак, Людмилой Гурченко, Лаймой Вайкуле, Валерием Леонтьевым, Ириной Понаровской и другими.
В 1995 году Зверев попал в аварию, после которой ему пришлось сделать пластическую операцию. Его лицо полностью изменилось, чтобы спрятать шрамы, он начинает красить лицо. После операции, с новым лицом, он становится более популярным. К нему выстраиваются очереди, за стрижку он стал брать намного больше, чем до аварии. После этого он решил сделать ещё несколько пластических операций, закачал силикон в губы.
Позже он знакомится с Аллой Пугачёвой. Будучи её стилистом на гастролях, Зверев получает предложение сделать карьеру певца. В 2006 году он выпускает первую песню «Алла», посвящённую Пугачёвой.
Сергей Зверев участвовал в ток-шоу «Окна» в сюжете про недовольного отца — шахтёра, который возмутился, что его сын выбрал профессию стилиста.
В 2003 году стал почётным профессором Киевского национального университета культуры.
С 2005 года был членом партии «Единая Россия».
В 2006 году застраховал свои руки на 1 миллион долларов США.
В 2007 году была выпущена кукла «Стилист Сергей Зверев».
В 2008 году получил в награду от Фонда имени Ахмата Кадырова часы стоимостью примерно 100 000 евро.
Сергей Зверев управляет московским салоном красоты «Celebrity» и является директором салона «Сергей Зверев».

## Семья
- Отец — Анатолий Андреевич Зверев, разбился на мотоцикле в 1969[5][20][21][22].
- Мать — Валентина Тимофеевна — работала технологом на мясокомбинате в молодости в посёлке Култук Иркутской области[7][11][20].
- Брат — Александр Анатольевич Зверев (1962—1991)[4][5].
- Приёмный сын — Сергей Сергеевич Зверев (род. 21 августа 1993[23])[4][23][24][25][26].
- Племянник Сергея Зверева погиб в ходе российского вторжения на Украину, служа добровольцем в российской армии[27].

### Личная жизнь
- Был 4 раза официально женат по 2,5 года[8]
- В 1995 году у него были непродолжительные отношения с Натальей Ветлицкой[28]
- Фактическая жена — Саша Project (Александра Гинзбург) (26 апреля 1986) в 2004—2005[29][30][31]
- Встречался с экс-солисткой группы «Блестящие», а ныне ви-джеем музыкального телеканала RU.TV Юлианной Лукашевой[32].
- В 2010 году были непродолжительные отношения с Ириной Билык[33][34][35].

## Общественная деятельность
4 марта 2019 года Сергей Зверев устроил на Красной площади одиночную акцию протеста против строительства заводов по розливу бутилированной воды на озере Байкал. 13 мая состоялся суд, на котором было рассмотрено дело о нарушении Зверевым правил проведения одиночного пикета. Решением Тверского суда Москвы Зверев был оштрафован на 15 тысяч рублей. Зверев обжаловал решение суда. 28 июня после рассмотрения апелляции Зверева Мосгорсуд снизил штраф до 10 тысяч рублей.
В начале 2021 года заявил, что собирается выдвигаться в депутаты Государственной думы от Бурятии на ближайших выборах в Государственную думу. 7 июля 2021 году Зверев был выдвинут кандидатом в депутаты от Бурятии по одномандатному округу № 9 и по федеральному партсписку Российской экологической партии «Зелёные».

### Санкции
18 февраля 2025 года был внесён в украинскую базу «Миротворец» в связи с поддержкой вторжения России в Украину.

## Фильмография
- 2006 — Папараца
- 2006 — 2007 — Мечты Алисы
- 2006 — 2009 — Клуб (все сезоны) — камео
- 2007 — В ожидании чуда — камео
- 2007 — 2008 — Любовь — не шоу-бизнес
- 2009 — Как казаки… — стилист Серж
- 2010 — Новогодние сваты
- 2011 — Самый лучший фильм 3-ДЭ — селебрити
- 2012 — Красная Шапочка — стилист-камео
- 2013 — Сашатаня — камео

## Театр
- Играет в спектакле Людмилы Гурченко «Бюро счастья»

## Дискография

### Альбомы
- 2006 — Ради тебя[45]

1. Алла 03:32
2. Искренне Ваш 03:35
3. Ради Тебя 05:03

- 2007 — Звезда в шоке…!!![46]

1. Алла 3:30
2. Ради тебя! 5:04 (11.6 M)
3. Я люблю тебя до слёз 1:36
4. Больше гламура (Feat. Шпильки) 3:37
5. Цыганочка 4:12
6. Милый (Feat. Кристина Свешникова) 3:04 (7.04 M)
7. Небеса 4:39
8. Красота (Feat. Глория Дели & Марина Вэйс) 3:26
9. 5 шагов 1:17
10. Так далеко 1:44
11. Dolce & Gabbana 3:07
12. Целую пальчики 1:38
13. Никогда (Feat. Кристина Свешникова) 4:29
14. Искренне Ваш 3:34
15. Я буду лаской 1:31
16. Океан 1:44
17. Все ушли в осень 1:58
18. Новогодний хоровод (Feat. Непоседы & Сергей Зверев-младший) 3:50
19. Цыганочка (Feat. Штар) 3:50 (8.78 M)
20. Алла (Remix) 6:12
21. Ради тебя! (Remix) 6:43
22. Небеса (Remix) 4:11

### Синглы
- 2014 — Chanel от сглаза
- 2014 — Две родных души (feat. Ирина Билык)
- 2019 — Суперзвезда
- 2020 — Птичка (feat. SelimRamil)
- 2020 — Новогодний бал (feat. Диана Шарапова)
- 2021 — Обыкновенный день
- 2021 — Таёжная, озёрная, степная![47]

### Неизданные песни
- Ирина Билык и Сергей Зверев — «Жестокая любовь»
- «Колыбельная»
- «Вера Брежнева».

## Награды
- 1996 — вице-чемпион Европы по парикмахерскому искусству[6].
- 1997 — абсолютный чемпион Европы по парикмахерскому искусству[5][6].
- 1998 — чемпион мира по парикмахерскому искусству[5][6].

## Критика
…не знаю, честно, какой Зверев парикмахер, но его клип со «Шпильками»… Я не знаю, кто это слушает, но будет страшно, если для кого-то это станет музыкой юности.
— Владимир Шахрин